# Namasu
Il namasu (膾?) è un piatto giapponese composto da daikon e carote finemente tagliati a julienne e marinati nell'aceto di riso (su) per diverse ore.
Il namasu è stato portato in Giappone dalla Cina durante il periodo Nara (710-794).
Il namasu può essere chiamato anche namasu-kiri (kiri significa "taglio").
Fa parte della grande tradizione della cucina giapponese di servire verdure, alghe, frutti di mare crudi ma marinati o fermentati in guisa di sottaceti (detti sunomono, letteralmente ‘cose condite con l’aceto’). I sunomono sono serviti durante il pasto come piccoli contorni rinfrescanti.